# Баркхаген
Баркхаген (њем. Barkhagen) општина је у њемачкој савезној држави Мекленбург-Западна Померанија. Једно је од 76 општинских средишта округа Пархим. Према процјени из 2010. у општини је живјело 580 становника. Посједује регионалну шифру (AGS) 13060094.

## Географски и демографски подаци
Баркхаген се налази у савезној држави Мекленбург-Западна Померанија у округу Пархим. Општина се налази на надморској висини од 65 метара. Површина општине износи 30,3 km². У самом мјесту је, према процјени из 2010. године, живјело 580 становника. Просјечна густина становништва износи 19 становника/km².

## Међународна сарадња
| Мјесто | Држава | Врста сарадње | Од    |
| ------ | ------ | ------------- | ----- |
| Нистед | Данска | партнерство   | 1993. |
| Извор  |        |               |       |